# Thymbreus
Thymbreus is een geslacht van wantsen uit de familie van de Reduviidae (Roofwantsen). Het geslacht werd voor het eerst wetenschappelijk beschreven door Carl Stål in 1859.

## Soorten
Het genus bevat de volgende soorten:

- Thymbreus crocinopterus Stål, 1863
- Thymbreus ocellatus (Signoret, 1863)
- Thymbreus pyrrhopterus (Stål, 1860)